# Berlanga (Badajoz)
Berlanga ist eine Kleinstadt und eine Gemeinde (municipio) mit nur noch 2.214 Einwohnern (Stand: 2024) im Südosten der spanischen Provinz Badajoz in der Autonomen Gemeinschaft Extremadura. 

## Lage
Berlanga liegt etwa 110 Kilometer südsüdöstlich von Mérida und etwa 170 Kilometer südöstlich von Badajoz in einer Höhe von ca. 575 m. Das Klima im Winter ist gemäßigt, im Sommer dagegen warm bis heiß; die eher geringen Niederschlagsmengen (ca. 466 mm/Jahr) fallen – mit Ausnahme der nahezu regenlosen Sommermonate – verteilt übers ganze Jahr.

## Bevölkerungsentwicklung
| Jahr      | 1970 | 1981 | 1991 | 2001 | 2011 | 2021 |
| Einwohner | 4389 | 2809 | 2732 | 2697 | 2474 | 2306 |

## Sehenswürdigkeiten
- Kirche Mariä Gnade (Iglesia de Nuestra Señora de Gracia)

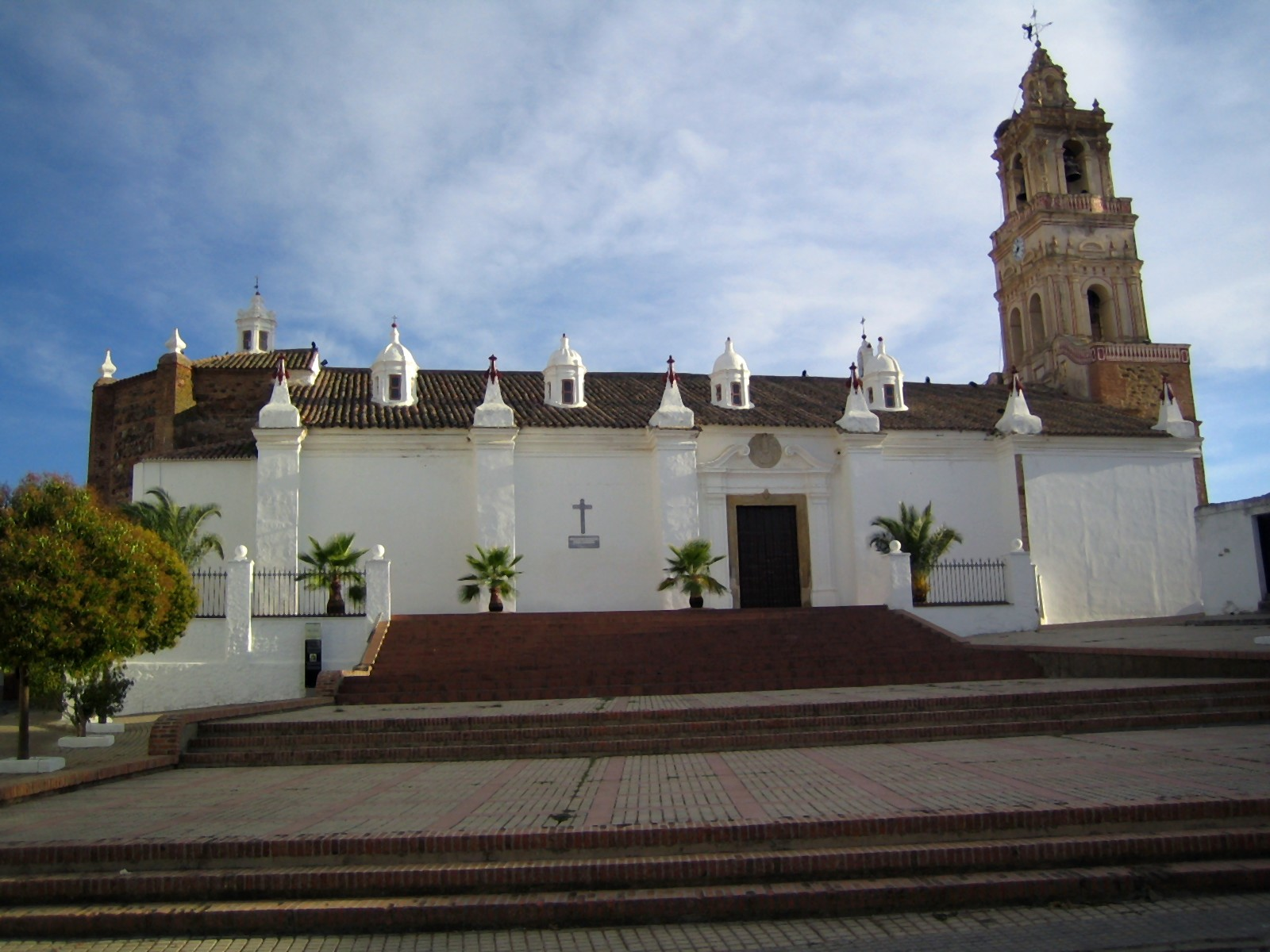
Kirche Mariä Gnade

## Persönlichkeiten
- Jacob Rodrigues Pereira (1715–1780), Pädagoge
- Francisco Rubio Llorente (1930–2016), Staatsrechtler
- Rafael Valencia (1952–2020), Arabist